# الشفة (ولاية البليدة)
الشفة هي إحدى بلديات ولاية البليدة التابعة لـدائرة موزاية.
يبلغ عدد سكانها حوالي 35000 نسمة.
من أهم مميزاتها منحدرات الشفة المشهورة بينابيعها المائية وبنوع خاص من القردة وهو (قرد الماغو)
تشتهر بلدية شفة بينابيعها المائية الساحرة خصوصا وادي شفة وهو ما جعلها قبلة للعائلات الجزائرية من محبي الطبيعة الجذابة وحتى السياح الأجانب الذين وجدوا ملاذهم في هذه القلعة السياحية الخلابة، الشفة...هي إذا راحة وشفاء لكل زائرهو بحاجة للإسترخاء والراحة وسط هذا الجمال الطبيعي الأخاذ الذي سحر سكان المنطقة البالغ عددهم 35ألف نسمة.

## الموقع الجغرافي
على بعد 50 كيلومترا جنوب غرب الجزائر العاصمة، وبالتحديد على مستوى الطريق الوطني رقم 1 الرابط بين ولايتي الجزائر والمدية.
تحدها شمالا بلدية وادي العلايق، ومن الغرب كل من موزاية وعين الرمانة، ومن الشرق البليدة وبوعرفة، ومن الجنوب ولاية المدية

## تاريخ بلدية شفة
نشأت بلدية شفة بمرسوم حكومي سنة 1870وكانت تسمى قديما ب-فيلاج الخروبالخروب.وكانت مدمجة مع بلدية موزاية بين 1847 و1969.
وسبق أن كانت هذه البلدية مقر مقاومةالأمير عبد القادر لمداواة الجرحى بمياه العذبة المتواجدة بالواد.
فأطلق عليها آنذاك اسم مدينة الشفاء ومع مرور الزمن أصبحت تسمى بلدية شفة.
وهناك من يقول نسب هذه التسمية~ شفه~ نسبة إلى الوادي الذي يعبر البلدية حافتيه يشبهان الشفتين فسميت ببلدية شفة.

## الإمكانات السياحية لبلدية شفة

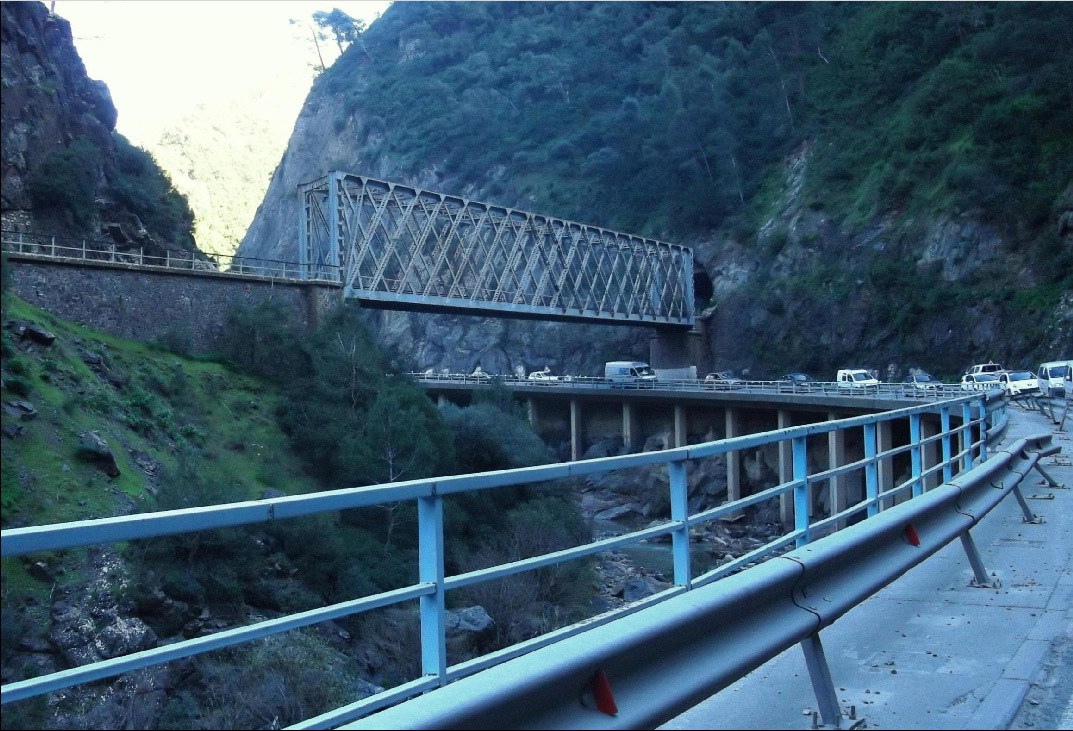
مضائق شفة

المنطقة سياحية طيلة أيام السنة وليس في فصل الصيف فحسب، ويؤمها الناس من مختلف الفئات والشرائح والسياح الأجانب.
من المزايا التي يتسم بها واد «الشفة» الساحر وجود قردة برية محمية عالميا من نوع الماغو التي تحظى باهتمام كبير من طرف الزائرين الذين يحبذون شكلها وحركاتها وكذا أصواتها التي تحدث صدى في غابات الشفة
بحكم موقعها الجغرافي المتميز الواقع على حافة الطريق الوطني رقم 1، تشهد بلدية الحمدانية حركة حيوية تختلط فيها زحمة السير بدخان الشواء المعروفة به المنطقة والمتصاعد من مختلف الجهات، ما يوحي بوجود أكلات مميزة بمحلات شواء الحمدانية التي لا يمر عليها أحد دون تذوق شوائها اللذيذ.
أمام الإقبال المتزايد لزوار المنطقة ولاسيما في العشرية الأخيرة بعدما عرفت نوعا من الاستقرار والأمن، وعلى مدار السنة، انتعشت المنطقة بتجارة الأواني الفخارية والتقليدية التي أضفت جوا مميزا يلفت انتباه كل المارين على حافتي الطريق الرئيسي للمنطقة، وهو ما زاد المنطقة حركية وجمالا وبهاء، فبمجرد أن تطأ أقدام الزائرين مدخل المنطقة يلفت انتباههم ذلك العدد الهائل ممن يمتهنون هذه التجارة التقليدية إضافة إلى بيع الفواكه والأعشاب الطبيعية كالزعتر والشيح وغيرها.

## تحديات

### الحرائق
إذا كانت سنوات العنف والأزمة الأمنية قد أثرت سلبا على واد شفة، فعزلته، وهجره الكثير من سكانها، وقاطعه الزوار والسياح، فان أكبر عدو يبقى يتهددها هو النيران التي تقضي سنويا على جزء كبير من ثروتها النباتية والحيوانية وحتى الزراعية. أخر هذه النيران كان شهر اوت من الصيف الماضي ولا تزال آثاره السوداء تكسر بهاء اللوحة الطبيعية في تفاصيل الغابات المنسابة على جبال الأطلس البليدي. ان قصة الجبال والغابات الجزائرية مع النيران لا تكاد تنتهي. كانت النيران قبل الأزمة الأمنية تندلع عن غير قصد سواء من طرف الفلاحين أو منتجي الفحم (من الحطب) لما يتركونه من بقايا داخل المواقع التي أخمدوا فيها نيرانهم، أو بسبب بقايا الزجاج أو السجائر التي يلقي بها المارة. أما في سنوات الأزمة فقد أصبحت تتم عن قصد بفعل فاعل. وفي كل الحالات كانت تلتهم مساحات شاسعة من الثروة الغابية وتقضي على الكثير من الحيوانات البرية النادرة حتى أن بعضها بدأ ينقرض كأسد الأطلس البليدي الشهير.

### قردة الماغو في خطر الإنقراض
وذلك لأن اقدام زوار منطقة الشفة السياحية أو المارة على مستوى الطريق الرابط بين الشفة والمدية مكان تواجد قردة الماغو يقومون بتقديم مأكولات غير طبيعية على غرار الحلويات والمرطبات والبسكويت يهدد تكاثر هذا النوع الحيواني.
و رغم الحملات التحسيسية التي تقوم بها الحظيرة الوطنية واللافتات المنصبة بمحاذاة تواجد هذا الحيوان التي تنبه للانعكاسات السلبية لهذه الأطعمة غير الطبيعية على صحة قرد الماغو حيث تكسبه سمنة وتعوده على الكسل وعدم بذل جهد لجلب قوته داخل الغابة الا أنها لا تلقى استجابة من طرف الزوار.